# 旺拉韋恩區
旺拉韋恩區是索馬利亞的一個區，位於該國東南部的下謝貝利州，首府為旺拉韋恩。

## 外部鏈結
- 旺拉韋恩區行政區域圖 （页面存档备份，存于）